# Celeus grammicus
El carpintero rojizo o carpintero culiamarillo (Celeus grammicus) es una especie de ave de la familia Picidae, que se encuentra en Bolivia, Brasil, Colombia, Ecuador, Guayana francesa, Perú y Venezuela.

## Hábitat
Vive en el bosque húmedo, tanto en tierra firme como en áreas estacionalmente inundables de la Amazonia, así como en campos arbolados y tepuyes, por debajo de los 1.200 m de altitud,  preferentemente entre los 500 y 900 m s. n. m.

## Descripción
Mide entre 22 y 23 cm de longitud y pesa en promedio 67 g. El plumaje es de color castaño, con abundantes franjas transversales negras en el dorso, las alas y el pecho. La grupa, el crísum y la cara inferior de las alas son de color  amarillo; cola negruzca. El macho presenta franja malar roja. El pico es amarillo crema.

## Alimentación
Se alimenta de insectos y sus larvas xilófagas, pupas y huevos y también de frutos.

## Subespecies
Se han registrado cuatro subespecies:
- Celeus grammicus grammicus, Venezuela,[4] Guainía, Vaupés y Amazonas (Colombia),;[6] noroccidente de Brasil y nororiente del Perú.[7]
- Celeus grammicus latifasciatus, suroriente del Perú y nororiente de Bolivia.[7]
- Celeus grammicus subcervinus, norte de Brasil.[7]
- Celeus grammicus verreauxii, suroccidente del Meta y occidente del Caquetá[6] y Putumayo (Colombia); oriente del Ecuador.[7]